# Kombinacja norweska na Mistrzostwach Świata w Narciarstwie Klasycznym 1931
Zawody w kombinacji norweskiej na VI Mistrzostwach świata w narciarstwie klasycznym odbyły się w dniach 13-14 lutego 1931 w niemieckim Oberhofie.
Do rywalizacji przystąpiło 71 zawodników, jednak obie części rywalizacji ukończyło tylko 47 z nich. Polacy nie startowali.

## Wyniki

### Skocznia normalna/18 km
- Data 13-14 lutego 1931

| Miejsce | Zawodnik             | Narodowość       | Wynik  |
| ------- | -------------------- | ---------------- | ------ |
|         | Johan Grøttumsbråten | Norwegia         | 439,00 |
|         | Sverre Kolterud      | Norwegia         | 419,00 |
|         | Arne Rustadstuen     | Norwegia         | 418,00 |
| 4.      | Kristian Hovde       | Norwegia         | 416,00 |
| 5.      | Heinz Ermel          | Rzesza Niemiecka | 410,00 |
| 6.      | Martin Peder Vangli  | Norwegia         | 408,75 |
| 7.      | Ole Stenen           | Norwegia         | 408,73 |
| 8.      | Esko Järvinen        | Finlandia        | 408,00 |
| 9.      | Gustav Müller        | Rzesza Niemiecka | 402,30 |
| 10.     | Gunnar Andersen      | Norwegia         | 401,80 |
| 11.     | Willy Bogner         | Rzesza Niemiecka | 390,00 |
| 12.     | František Wende      | Czechosłowacja   | 389,00 |
| 13.     | Erich Recknagel      | Rzesza Niemiecka | 388,00 |
| 14.     | Sigmund Ruud         | Norwegia         | 386,00 |
| 15.     | Lorang Andersen      | Norwegia         | 385,20 |
| 16.     | Franz Lauer          | Czechosłowacja   | 384,60 |
| 17.     | Sven Eriksson        | Szwecja          | 377,00 |
| 18.     | Herbert Leupold      | Rzesza Niemiecka | 375,00 |
| 19.     | František Šimůnek    | Czechosłowacja   | 374,40 |
| 20.     | Alois Kratzer        | Rzesza Niemiecka | 374,20 |
| ...     |                      |                  |        |
| 34.     | Guy Nixon            | Wielka Brytania  | ?      |
| ...     |                      |                  |        |
| 43.     | Percy Legard         | Wielka Brytania  | ?      |